# Marius Renard (homme politique)
Pour les articles homonymes, voir Renard et Marius Renard.
Marius Renard, né le 6 octobre 1869 à Hornu et décédé le 19 juillet 1948  à Knokke est un homme politique belge socialiste. Il est également enseignant, journaliste, peintre, illustrateur et romancier.

## Biographie
Marius Henri François Léon Renard, né le 6 octobre 1869 à Hornu est le fils de Gustave Renard, négociant en genièvre, et de Virginie Dewoye. Il est originaire du Borinage, région industrielle, à laquelle il est resté attaché toute sa vie et qui a nourri nombre de ses publications littéraires ou dans les journaux.
Très jeune, il s'engage en politique au sein du Parti ouvrier belge. En 1907, il quitte le Borinage pour s'établir à Anderlecht où il est élu conseiller communal en 1907 et en devient bourgmestre de 1939 à 1946. Il est élu conseiller provincial de la province de Brabant (1908-1932), député permanent du Brabant (1921-1932), sénateur de l'arrondissement de Bruxelles (de 1932 à sa mort).
Pendant la Seconde Guerre mondiale, il est démis de ses fonctions de bourgmestre le 1er juillet 1941 par les forces d'occupation allemandes. Il est arrêté le 15 août 1941 et est incarcéré à la prison de Saint-Gilles puis relâché deux mois après. Il reprend alors des activités dans la Résistance. Le 1er septembre 1944, il est arrêté, déporté en Allemagne et emprisonné dans divers camps d'internement nazis. Libéré en avril 1945, il rentre en Belgique très affaibli, mais conserve son poste de bourgmestre d'Anderlecht jusqu'à la fin 1946.
Il est l'auteur de relations de voyages en Espagne, au Maroc et en Asie Mineure. Imprégné par les réalités sociales de son pays, il s'est appliqué à décrire avec réalisme l'atmosphère des corons et le dur travail de mineurs du Pays noir, l'illustrant au besoin de ses dessins. Au niveau journalistique, il a collaboré à diverses revues dont le journal Le Soir et l'hebdomadaire du Parti ouvrier belge dont il était directeur. Il était particulièrement prodigue d'articles sur l'art, l'artisanat et l'enseignement technique.
Dans l'enseignement, il participe à la fondation et devient directeur de l'Institut provincial des arts et métiers de Saint-Ghislain. Il était également directeur de l'Institut normal du Brabant d'enseignement professionnel.
Le 19 juillet 1948, il meurt d'une pneumonie à Knokke. Il lègue à la ville de Bruxelles sa vaste bibliothèque destinée à l'enseignement technique et artistique.

## Publications
- Gueule Rouge, roman, 1894.
- La Ribaude, roman, 1896.
- La vie des gueux. Terre de misère, Bruxelles, 1900.
- Chansons boraines, Hornu, 1903.
- Le Hainaut pittoresque, Hornu, 1904.
- La vaillance de vivre, roman, préface d'Émile Vandervelde, Bruxelles, 1905.
- Ceux du Pays noir, Bruxelles, 1907.
- L'histoire de la houille, Bruxelles, 1908.
- Notre pain quotidien, roman, Bruxelles, 1909.
- L'enseignement technique du Hainaut, Hornu, 1910.
- Notre travail, Bruxelles, 1910.
- La ville de Brousse (Turquie), Paris, Plon, 1911 | Brousse (Bursa), 1899 - Turquie-culture
- La littérature sociale, Gent, 1912.
- L'illustration, sa genèse, sa technique. Les illustrateurs belges, Bruxelles, 1917.
- Terre vaillante: le Borinage, Mons-Frameries, 1921.
- Des images populaires, Les Éditions de Belgique, Bruxelles, 1937.
- Anderlecht. Album 1940 (samen met anderen), Anderlecht, s.d.
- Le poing levé. Cahiers d'un réfractaire, roman autobiographique, Bruxelles, 1946.
- Le travail dans l'Art, Bruxelles, 1948.

## Hommages
Il y a un Institut Marius Renard et une « Avenue Marius Renard » à Anderlecht. Cette dernière est le terminus de la ligne de tramway 81 qui en porte le nom dans cette direction et le relie à l'arrêt Montgomery.